# Mike Hillardt
Michael Howard "Mike" Hillardt (* 22. ledna 1961, Brisbane) je bývalý australský sportovec, atlet, jehož hlavní disciplínou byl běh na 1500 metrů, halový mistr světa v běhu na 1500 metrů.
Při premiéře světového halového šampionátu v roce 1985 zvítězil ve finále běhu na 1500 metrů. O dva roky později titul neobhájil, skončil pátý. Na mistrovství světa pod čirým nebem ve stejné sezóně doběhl v této disciplíně pátý. Celkem osmkrát se stal mistrem Austrálie v běhu na 1500 metrů. Jeho osobní rekord 3:33,39 pochází z roku 1985.